# Republiek China op de Olympische Zomerspelen 1936
De Republiek China nam deel aan de Olympische Zomerspelen 1936 in Berlijn, Duitsland. Ook de tweede deelname bleef zonder medailles. Destijds oefende de republiek het gezag uit over het vasteland van China.

## Deelnemers en resultaten

### Atletiek
| Olympiër                                              | Discipline               | Resultaat    | Prestatie                                                                  |
| ----------------------------------------------------- | ------------------------ | ------------ | -------------------------------------------------------------------------- |
| Liu Changchun                                         | 100m (m)                 | series       | serie 11: 5de                                                              |
| Poh Kimseng                                           | 100m (m)                 | series       | serie 5: 5de                                                               |
| Chen Kingkwan                                         | 100m (m)                 | series       | serie 8: 4de                                                               |
| Liu Changchun                                         | 200m (m)                 | series       | serie 6: 5de                                                               |
| Poh Kimseng                                           | 200m (m)                 | series       | serie 5: 4de                                                               |
| Chen Kingkwan                                         | 200m (m)                 | series       | serie 4: 5de                                                               |
| Leonard Tay                                           | 400m (m)                 | 38e          | serie 3: 6de in 52,4                                                       |
| Jia Lianren                                           | 1500m (m)                | series       | serie 3: 10de                                                              |
| Lin Shaozhou                                          | 110m horden(m)           | series       | serie 4: 5de in 15,7                                                       |
| Huang Yingjie                                         | 110m horden(m)           | series       | serie 2: 5de in 16,9                                                       |
| Poh Kimseng Huang Yingjie Chen Kingkwan Liu Changchun | 4x100m (m)               | 14e          | serie 2: 6de in 44,8                                                       |
| Wang Zhenglin                                         | marathon (m)             | 40e          | 3:25.36,4                                                                  |
| Cai Tsungyi                                           | 50km snelwandelen (m)    | 22e          | 5:16.02,4                                                                  |
| Chao Yuyen                                            | 50km snelwandelen (m)    | 24e          | 5:25.01,0                                                                  |
| Chang Chanchiu                                        | 50km snelwandelen (m)    | 25e          | 5:26.54,2                                                                  |
| Chia Gwechang                                         | verspringen (m)          | kwalificatie |                                                                            |
| Hoh Chunde                                            | verspringen (m)          | kwalificatie |                                                                            |
| Situ Guong                                            | verspringen (m)          | kwalificatie |                                                                            |
| Chia Gwechang                                         | hink-stap-springen (m)   | kwalificatie |                                                                            |
| Situ Guong                                            | hink-stap-springen (m)   | kwalificatie |                                                                            |
| Wang Shilin                                           | hink-stap-springen (m)   | kwalificatie |                                                                            |
| Wu Bixian                                             | hoogspringen (m)         | 32e          | kwalificatie: 32ste met 1,70m                                              |
| Fu Baolu                                              | polsstokhoogspringen (m) | 17e          | kwalificatie: 1ste met 3,80m finale: 17de met 3,80m                        |
| Chen Baoqiu                                           | kogelstoten (m)          | kwalificatie |                                                                            |
| Guo Jie                                               | discuswerpen (m)         | kwalificatie | kwalificatie: 41,13m                                                       |
| Ling Peigeng                                          | discuswerpen (m)         | kwalificatie |                                                                            |
| Hoh Chunde                                            | speerwerpen (m)          | 26e          | kwalificatie: 26ste met 48,00m                                             |
| Chang Singchow                                        | tienkamp (m)             | DNF          | 100m: 25ste in 12,2 (556 punten) verspringen: 23ste met 6,28m (622 punten) |
|                                                       |                          |              |                                                                            |
| Li Sen                                                | 100m (v)                 | series       | serie 3: 5de                                                               |

### Basketbal
| Olympiër | Discipline | Resultaat | Prestatie |
| --- | ---------- | --------- | --- |
| Feng Niehhwa Hsu Chaohsung Li Shaotang Liu Baocheng Liu Yunchang Mou Tsyun Shen Yikung Tsai Yenhung Wang Hungpin Wang Shihsuan Wang Yutseng Wong Nanchen Yu Chinghsiao | mannen     | 15-18e    | 1ste ronde: V van Japan: 19-35 1ste ronde herkansingen: W van Frankrijk: 45-38 2de ronde: V van Peru: 21-29 2de ronde herkansingen: V van Brazilië: 14-32 |

### Boksen
| Olympiër    | Discipline  | Resultaat | Prestatie                                  |
| ----------- | ----------- | --------- | ------------------------------------------ |
| Chin Kuaiti | -72,6kg (m) | 17e       | 1ste ronde: V van GBR Shrimpton: knock-out |
| Wang Yunlan | -79,4kg (m) | 17e       | 1ste ronde: V van NED Fock: punten         |

### Gewichtheffen
| Olympiër     | Discipline  | Resultaat | Prestatie                                                                               |
| ------------ | ----------- | --------- | --------------------------------------------------------------------------------------- |
| Wong Seahkee | -60kg (m)   | 16e       | drukken: 18de met 70kg trekken: 15de met 80kg stoten: 14de met 105kg totaal: 255kg      |
| Seng Liang   | -60kg (m)   | 20e       | drukken: 15de met 72,5kg trekken: 20ste met 75kg stoten: 20ste met 95kg totaal: 242,5kg |
| Wong Seahkee | -67,5kg (m) | 16e       | drukken: 15de met 77,5kg trekken: 16de met 75kg totaal: 152,5kg                         |

### Voetbal
| Olympiër | Discipline | Resultaat | Prestatie                               |
| --- | ---------- | --------- | --------------------------------------- |
| Chen Zhenhe Xu Yahui Feng Jingxiang Ye Beihua Li Tiansheng Li Huitang Bao Jiaping Sun Jinshun Tan Jiangbai Cao Guicheng Huang Meishun | mannen     | 9e        | 1ste ronde: V van Groot-Brittannië: 0-2 |

### Wielersport
| Olympiër    | Discipline | Resultaat | Prestatie                                                           |
| ----------- | ---------- | --------- | ------------------------------------------------------------------- |
| Howard Wing | sprint (m) | 9e        | 1ste ronde: V van ITA Pola 1ste ronde herkansingen: V van CAN Peace |

### Zwemmen
| Olympiër      | Discipline          | Resultaat | Prestatie               |
| ------------- | ------------------- | --------- | ----------------------- |
| Charlie Chan  | 100m vrije slag (m) | 40e       | serie 1: 8ste in 1.06,5 |
|               |                     |           |                         |
| Yeung Sauking | 100m vrije slag (v) | 33e       | serie 4: 7de in 1.22,2  |
| Yeung Sauking | 100m rugslag (v)    | 21e       | serie 3: 6de in 1.36,4  |

Afghanistan · Argentinië · Australië · België · Bermuda · Bolivia · Brazilië · Brits-Indië · Bulgarije · Canada · Chili · Colombia · Costa Rica · Denemarken · Duitsland · Egypte · Estland · Filipijnen · Finland · Frankrijk · Griekenland · Groot-Brittannië · Hongarije · IJsland · Italië · Japan · Joegoslavië · Letland · Liechtenstein · Luxemburg · Malta · Mexico · Monaco · Nederland · Nieuw-Zeeland · Noorwegen · Oostenrijk · Peru · Polen · Portugal · Republiek China · Roemenië · Tsjecho-Slowakije · Turkije · Uruguay · Verenigde Staten · Zuid-Afrika · Zweden · Zwitserland